# Valentine Telegdi
Valentine Telegdi (Húngaro: Telegdi Bálint, 11 de enero, de 1922 – 8 de abril de 2006) fue un físico estadounidense nacido en Hungría.
Fue un distinguido profesor Enrico Fermi de Física en la Universidad de Chicago antes de mudarse a la Escuela Politécnica Federal de Zúrich. Después de retirarse del ETH dividió su tiempo entre el CERN y el Instituto Tecnológico de California.
Telegdi presidió el Comité de política científica del CERN desde 1981 a 1983. En 1991 el compartió el Premio Wolf con Maurice Goldhaber. Fue miembro extranjero de la Royal Society.